# Tanja Skambraks
Tanja Skambraks (* 15. Juni 1980 in Leipzig) ist eine deutsche Historikerin.
Tanja Skambraks studierte Mittelalterliche Geschichte, Anglistik und Kommunikationswissenschaft von 1999 bis 2006 an der TU Dresden und der University of Edinburgh. Von 2006 bis 2008 war sie Wissenschaftliche Mitarbeiterin am Lehrstuhl für Mittelalterliche Geschichte der Universität Mannheim. Von 2009 bis 2011 war sie Stipendiatin der Gerda Henkel Stiftung. Von 2011 bis 2015 war sie wissenschaftliche Assistentin am Lehrstuhl für Mittelalterliche Geschichte der Universität Mannheim. Im Jahr 2014 wurde sie an der Universität Mannheim mit einer Arbeit über das Kinderbischofsfest im Mittelalter promoviert. Die Arbeit wurde 2014 mit dem Universitätspreis für Sprache und Wissenschaft ausgezeichnet. Mehrere Forschungsaufenthalte führten sie unter anderem nach London, Rom und Perugia. Von März 2015 bis Februar 2022 war sie Akademische Rätin auf Zeit an der Universität Mannheim, wo sie sich 2021 habilitierte mit der Arbeit Karitativer Kredit. Die Monti di Pietà, franziskanische Wirtschaftsethik und städtische Sozialpolitik in Italien. Von März 2022 bis Juni 2023 hatte sie eine Lehrstuhlvertretung für Mittelalterliche Geschichte an der Universität Mannheim. Seit September 2023 lehrt sie als Nachfolgerin von Cristina Andenna als Professorin für Mittelalterliche Geschichte an der Universität Graz und Leiterin des Arbeitsbereichs Mittelalterliche Geschichte.
Ihre Schwerpunkte sind Wirtschafts- und Sozialgeschichte (Mikrokredit, Kredit und Banken, soziale Arbeit und Armenfürsorge), Finanz- und Bankengeschichte, Moral Economy und Wirtschaftsethik, materielle Kultur, Ritualforschung und die Geschichte Italiens. In ihrer Dissertation will sie „das Kinderbischofsfest zwischen den Kategorien Ritual und Drama/geistlichem Spiel“ untersuchen und hinterfragen. Mit ihrer Arbeit legte sie einen grundlegenden Beitrag zur mittelalterlichen Frömmigkeitsgeschichte vor. In ihrer Habilitation befasst sie sich mit Entstehung und Genese der Monti di Pietà („Berge der Barmherzigkeit“) von der Mitte des 15. Jahrhunderts bis ins späte 16. Jahrhundert in Italien. Sie ist Mitglied in der Gesellschaft für Sozial- und Wirtschaftsgeschichte, Gründungsmitglied des Arbeitskreises zur Erforschung spätmittelalterlicher Wirtschaftsgeschichte und im Verband der Historiker und Historikerinnen Deutschlands.

## Schriften (Auswahl)
Monographien
- Karitativer Kredit. Monti di Pietà, franziskanische Wirtschaftsethik und städtische Sozialpolitik in Italien (15. und 16. Jahrhundert) (= Vierteljahrschrift für Sozial- und Wirtschaftsgeschichte, Beihefte 259). Steiner, Stuttgart 2023, ISBN 978-3-515-13375-3.
- Das Kinderbischofsfest im Mittelalter (= Micrologus’ library. Band 62). Edizione del Galluzzo, Florenz 2014, ISBN 978-88-8450-570-5.

Herausgeberschaften
- mit Julia Bruch, Ulla Kypta: Markets and their actors in the late Middle Ages. De Gruyter, Berlin 2021, ISBN 978-3-11-064221-6.
- mit Daniela Hoffmann: Benedikt – gestern und heute. Norm, Tradition, Interaktion (= Vita regularis. Abhandlungen. Band 55). LIT, Berlin 2016, ISBN 978-3-643-12387-9.